# Ozodes malthinoides
Ozodes malthinoides är en skalbaggsart som beskrevs av Bates 1870. Ozodes malthinoides ingår i släktet Ozodes och familjen långhorningar. Inga underarter finns listade i Catalogue of Life.